# Zbyněk Pospěch
Zbyněk Pospěch (* 24. Oktober 1982 in Opava) ist ein tschechischer Fußballspieler.

## Vereinskarriere
Pospěch begann im Alter von fünf Jahren mit dem Fußballspielen beim SFC Opava. Dort wurde er zur Saison 2001/02 in den Profikader aufgenommen. Die Mannschaft stieg 2002 aus der Gambrinus Liga ab aber umgehend wieder auf. Der Stürmer wechselte im Sommer 2004 zum 1. FC Slovácko, bei dem er ein Jahr blieb. Obwohl er nur drei Tore erzielt hatte, wurde er im Juli 2005 von Sparta Prag verpflichtet, das ihn umgehend an Slovan Liberec verlieh. Er begann die Saisonvorbereitung 2006/07 mit Sparta Prag, wurde aber noch vor dem ersten Spieltag an Slovan Liberec abgegeben.
Im März 2007 wechselte Pospěch in die norwegische Liga zu Odd Grenland, stieg mit der Mannschaft aber ab. Am 6. Februar 2008 wurde Pospěch vom slowakischen Erstligisten FC Petržalka 1898 verpflichtet. Im Januar 2009 ging er zum 1. FC Brno. In der Hinrunde der Saison 2009/10 war er an den SFC Opava ausgeliehen, danach kehrte er nach Brno zurück. Seit dem Rückrundenstart der Saison 2010/11 stand er bei Slavia Prag unter Vertrag. Im Sommer 2012 unterschrieb er bei FK Dukla Prag. In der Saison 2013/2014 belegte er mit 16 Toren den dritten  Platz der Torschützenliste.
Pospěch verpflichtete sich im Sommer 2014 in Deutschland in der 3. Liga beim FC Energie Cottbus. Er erzielte im ersten Saisonspiel 2014/2015 das 1:0 beim 3:1-Auswärtssieg gegen den VfL Osnabrück.